# Louis-Albert Bourgault-Ducoudray
Pour les articles homonymes, voir Ducoudray.
Louis-Albert Bourgault-Ducoudray, né à Nantes le 2 février 1840 et mort à Vernouillet le 4 juillet 1910, est un chef d'orchestre et compositeur français d'origine bretonne qui consacra son existence à faire renaître et reconnaître les musiques traditionnelles de toutes les régions d'Europe. Il est le premier « collecteur en Bretagne avec, dans sa poche, une mission officielle d'un ministère ». Cette observation des mélodies traditionnelles va inspirer, dans ses œuvres, la construction et la tournure de ses phrases musicales. C'est ainsi que, dans deux de ses opéras, Bretagne en 1887 et Myrdhin en 1905, se manifeste l'intérêt qu'il porte à sa tradition.

## Biographie
Fils de l'armateur négrier nantais Louis Henri Ducoudray-Bourgault, et de Louise Madeleine Virginie Lesbaupin, il est né rue Racine à Nantes le 2 février 1840. Destiné à une carrière de droit, Louis-Albert décide, après son baccalauréat au lycée de Nantes et avoir fait son droit, de devenir compositeur, ayant déjà entrepris en parallèle des études de musique au conservatoire de Nantes. Il passe également par le conservatoire de Paris, et a Ambroise Thomas pour professeur.

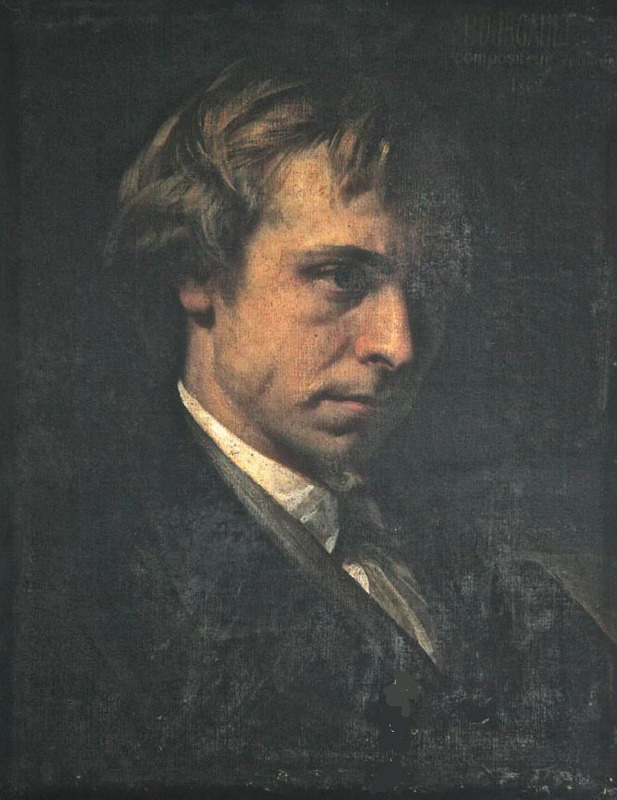
Portait par Alphonse Monchablon (1863).

En 1862, il remporte le Prix de Rome. C’est donc en Italie qu’il découvre la musique de Palestrina et apprend à aimer la musique populaire, intérêt qui s’étendra plus tard à la musique folklorique de nombreuses cultures différentes.
Il épouse à Nantes le 22 mai 1865 la sculptrice Marie Jourjon.
En 1878, il est nommé professeur d’histoire de la musique au Conservatoire de Paris. C'est le premier musicien à présenter l’exotisme au public français, à la fois dans le domaine populaire et dans le domaine classique, et notamment la musique russe, alors fort méconnue.
Il meurt à Vernouillet le 4 juillet 1910 ; sa dépouille est rapatriée à Nantes en 1911, et inhumée au cimetière Miséricorde.

## Contribution
On lui doit notamment la création d'un opéra se déroulant sur les bords de la mer Caspienne, Thamara, sur un livret de Louis Gallet, créé le 28 décembre 1891 à l'Opéra de Paris (repris en 1906).
Il recueille et publie également des pages populaires bretonnes. En 1876, il est chargé d'une mission en Grèce qui se concrétise à son retour par un ouvrage intitulé Trente mélodies populaires de Grèce & d'Orient. Puis, à partir d'août 1881, il obtient une nouvelle mission pour réaliser la même « enquête » en Basse-Bretagne, qui elle aussi se solde en 1885 par un recueil de 30 mélodies populaires de Basse-Bretagne,
Ses propres compositions s’inspirent manifestement de plusieurs styles de musique populaire. Les deux opéras Thamara (1890) et Myrdhin (1905), se déroulant respectivement à Bakou et en Bretagne, peuvent être considérés comme ses chefs-d’œuvre, et tous deux traitent de la lutte entre le paganisme et la chrétienté.
En plus d’un magnifique Stabat Mater (1874) en hommage à Palestrina, il écrivit des cantates dramatiques célébrant des personnalités historiques comme Vasco de Gama et Anne de Bretagne. Ses œuvres orchestrales moins nombreuses comprennent une Symphonie (1861), une Symphonie religieuse (1868) avec chœur et les poèmes symphoniques Carnaval d’Athènes, Danse égyptienne, L’enterrement d’Ophélie, Le fils de Saül et la Rapsodie cambodgienne.
Sa musique de chambre inclut de nombreuses œuvres pour le piano et une quantité considérable de mélodies et de cycles de mélodies s’appuyant sur le folklore arménien, celte, grec, anglais, écossais et bien sûr breton.
Bourgault-Ducoudray a aussi beaucoup écrit sur des sujets musicaux inspirés par ses divers voyages. Il écrit pour le piano Danse Malgache.
La Rhapsodie cambodgienne, écrite en 1882, est orchestrée de façon remarquable. Bien qu’elle ne soit pas aussi impressionnante et avant-gardiste que les pages de Fanelli, elle contient de véritables thèmes musicaux cambodgiens, tout en rappelant la technique de Balakirev, Borodine et Rimski-Korsakov, dont il avait promu les œuvres.
Dans les années 1900, il compose la musique de la tentation de Jeanne d'Arc sur une poésie de F. Frank, dédiée à Madame Judit Lassalle.

## Hommages
Plusieurs villes de Bretagne ont donné son nom à une rue, on peut citer notamment Le Croisic, Le Pouliguen, Nantes (avenue Bourgault-Ducoudray), Rennes, Saint-Brieuc, Vannes.